# Нюрнберзькі расові закони

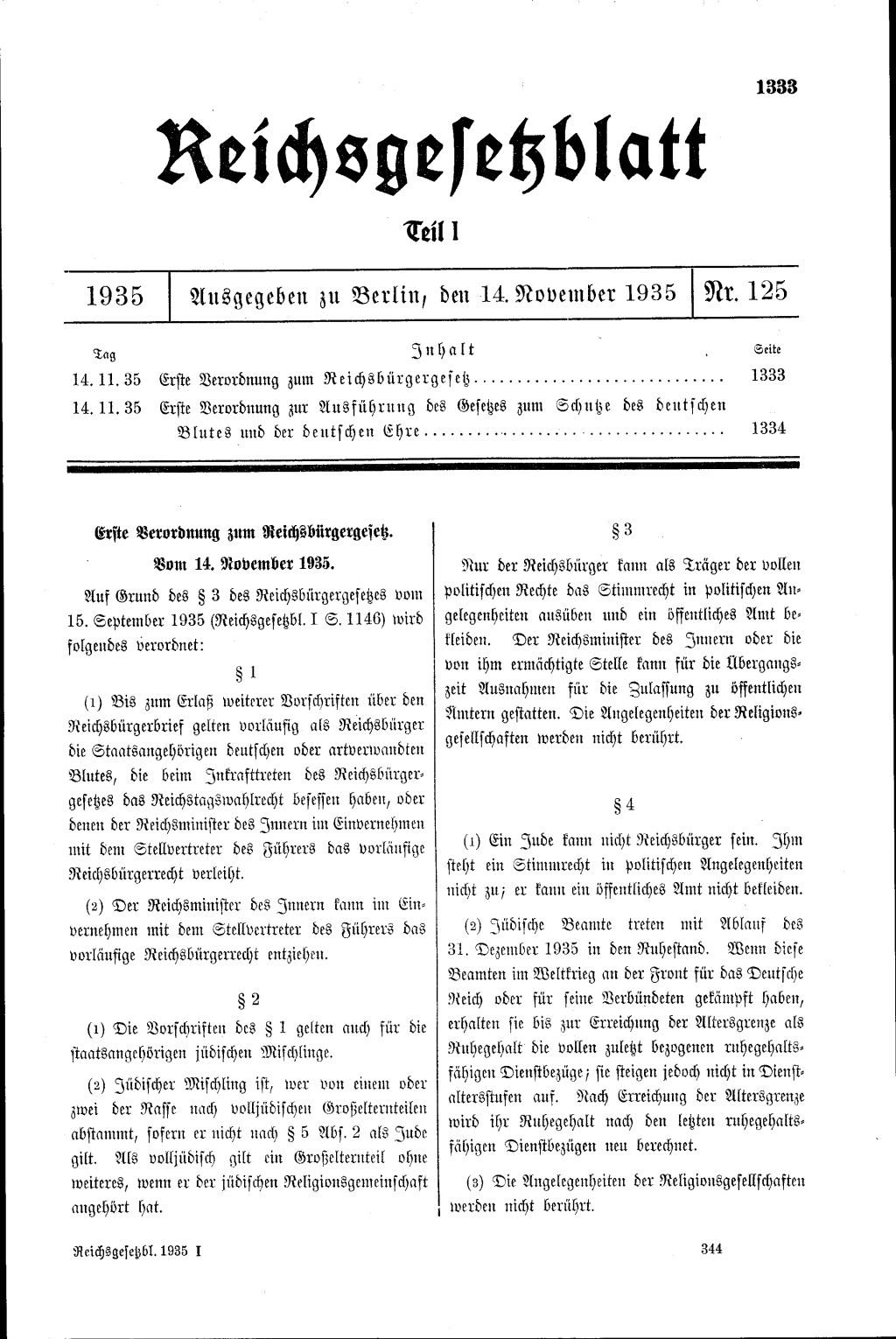
Поправка до Закону про громадянство Рейху щодо визначення приналежності до єврейства

Нюрнберзькі расові закони — два расистські (в першу чергу антиєврейські) законодавчі акти («основні закони»)  — Закон про громадянина Рейху (нім. Reichsbürgergesetz) та  Закон про охорону німецької крові і німецької честі  (нім. Gesetz zum Schutze des deutschen Blutes und der deutschen Ehre), проголошені з ініціативи  Адольфа Гітлера 15 вересня 1935 року на з'їзді  Націонал-соціалістичної партії в Нюрнбергу, відповідно до таємної програми (1920) року та одноголосно прийняті сесією  рейхстагу, спеціально скликаної в Нюрнберзі з нагоди з'їзду партії. Початково Нюрнберзькі расові закони стосувалися тільки євреїв. Пізніше німецькі націонал-соціалісти поширили дію Нюрнберзьких расових законів на циган, темношкірих та представників деяких інших народів.

## Опис законів
Згідно зі статтею другою «Закону про громадянина Рейху», громадянином Рейху може бути лише той, хто володіє «німецькою або спорідненої до неї кров'ю і хто своєю поведінкою доводить бажання і здатність віддано служити німецькому народові і рейху». Таке формулювання фактично означала позбавлення німецького громадянства, в першу чергу, євреїв та циган. Найбільш пильну увагу при створенні і виконанні цих законів приділялася євреям. Так, «Закон про охорону німецької крові і німецької честі» серед ряду заборон забороняв як «осквернення раси» шлюб і позашлюбне співжиття між євреями і «громадянами німецької чи спорідненої їй крові», наймання євреями домашньої прислуги з жінок «німецької або спорідненої їй крові» молодше 45 років, а також вивішування євреями національного або імперського прапорів та використання тканин подібною забарвлення. Порушення закону тягло кримінальне переслідування. Слід зауважити, що право євреїв на носіння національного одягу було під охороною держави (наприклад пункт 4.2 Закону про захист німецької крові і німецької честі), і не декларувалося окремо для інших національностей. 
«Закон про захист німецької крові і німецької честі
Від 15 вересня 1935 року
Усвідомлюючи, що чистота німецької крові є запорукою подальшого існування німецького народу, і маючи незламну волю ґарантувати існування німецької нації в усі майбутні часи, Райхстаґ одностайно ухвалив оприлюднений нижче закон:
§ 1
(1)  Шлюби між жидами і державнопідданими німецької або спорідненої крові заборонені. Укладені всупереч цим законам шлюби не мають юридичної сили, коли навіть вони оформлені в обхід цього закону за кордоном.
(2) Позов про анулювання такого шлюбу може бути поданий тільки державним прокурором.
§ 2
Позашлюбні злягання між жидами і державнопідданими німецької або спорідненої крові заборонені.
§ 3
Жидам забороняється наймати на роботу до себе додому жінок — державнопідданих німецької або спорідненої крові, які не досягли сорока п’яти років.
§ 4
(1) Жидам заборонено вивішувати прапор Райху як національний прапор, а також використовувати кольори Райху для інших цілей.
(2) Жидам дозволено носіння одягу жидівських кольорів. Це право охороняється державою.
§ 5
(1) Кожен, хто порушить заборону, встановлену в § 1, буде покараний тюремним ув'язненням в один рік і примусовими роботами.
(2) Особа чоловічої статі, яка порушила заборону, встановлену в § 2, буде покарана тюремним ув'язненням без примусових робіт.
(3) Кожен, хто порушить вказівки §§ 3 і 4, буде покараний тюремним ув'язненням терміном до одного року і штрафом або одною з цих мір покарання».
Оригінальний текст (нім.)
Gesetz zum Schutze des deutschen Blutes und der deutschen Ehre.
Vom 15. September 1935.
Durchdrungen von der Erkenntnis, daß die Reinheit des deutschen Blutes die Voraussetzung für den Fortbestand des Deutschen Volkes ist, und beseelt von dem unbeugsamen Willen, die Deutsche Nation für alle Zukunft zu sichern, hat der Reichstag einstimmig das folgende Gesetz beschlossen, das hiermit verkündet wird:
§ 1
(1) Eheschließungen zwischen Juden und Staatsangehörigen deutschen oder artverwandten Blutes sind verboten. Trotzdem geschlossene Ehen sind nichtig, auch wenn sie zur Umgehung dieses Gesetzes im Ausland geschlossen sind.
(2) Die Nichtigkeitsklage kann nur der Staatsanwalt erheben. [1147]
§ 2
Außerehelicher Verkehr zwischen Juden und Staatsangehörigen deutschen oder artverwandten Blutes ist verboten.
§ 3
Juden dürfen weibliche Staatsangehörige deutschen oder artverwandten Blutes unter 45 Jahren in ihrem Haushalt nicht beschäftigen.
§ 4
(1) Juden ist das Hissen der Reichs- und Nationalflagge und das Zeigen der Reichsfarben verboten.
(2) Dagegen ist ihnen das Zeigen der jüdischen Farben gestattet. Die Ausübung dieser Befugnis steht unter staatlichem Schutz.
§ 5
(1) Wer dem Verbot des § 1 zuwiderhandelt, wird mit Zuchthaus bestraft.
(2) Der Mann, der dem Verbot des § 2 zuwiderhandelt, wird mit Gefängnis oder mit Zuchthaus bestraft.
(3) Wer den Bestimmungen der §§ 3 oder 4 zuwiderhandelt, wird mit Gefängnis bis zu einem Jahr und mit Geldstrafe oder mit einer dieser Strafen bestraft.

### Визначення поняттяжид
Оскільки в Нюрнберзьких законах не визначалося поняття «жид», постановою від 14 листопада того ж 1935 було прийнято поправку до Закону про громадянство Рейху  :
§ 4
(1) Жид не може бути громадянином Рейху. Він не має права голосу в політичних справах; він не може обіймати державні посади. (…)
§ 5
(1) Жид є особа, яка походить від принаймні трьох дідів, що є чистокровними жидами.
(2) Жидом вважається також державнопідданий жидівський покруч, який походить від двох дідів, що є чистокровними жидами, коли він:
а) на момент ухвалення закону належав до жидівської релігійної громади або був прийнятий до неї згодом;
b) на момент ухвалення закону був одружений з жидом або вступив у такий шлюб згодом,
c) походить від шлюбу з жидом у розумінні пункту 1, що набув чинності після ухвалення Закону про захист німецької крові та німецької честі від 15 вересня 1935 року;
d) походить від позашлюбного злягання з жидом у розумінні пункту 1 і народився поза шлюбом після 31 липня 1936 року.
Оригінальний текст (нім.)
§ 4
(1) Ein Jude kann nicht Reichsbürger sein. Ihm steht ein Stimm- recht in politischen Angelegenheiten nicht zu; er kann ein Öffentliches Amt nicht bekleiden. (…)
§ 5
(1) Jude ist, wer von mindestens drei der Rasse nach volljüdischen Großeltern abstammt. § 2 Abs.2 Satz 2 findet Anwendung.
(2) Als Jude gilt auch der von zwei volljüdischen Großeltern abstammende staatsangehörige jüdische Mischling.
a) der beim Erlass des Gesetzes der jüdischen Religionsgemeinschaft angehört hat oder danach in sie aufgenommen wird,
b) der beim Erlass des Gesetzes mit einem Juden verheiratet war oder sich danach mit einem solchen verheiratet,
c) der aus einer Ehe mit einem Juden im Sinne des Absatzes 1 stammt, die nach dem Inkrafttreten des Gesetzes zum Schutze des deutschen Blutes und der deutschen Ehre vom 15. September 1935 (Reichsgesetzbl.1 S.1146) geschlossen ist,
d) der aus dem außerehelichen Verkehr mit einem Juden im Sinne des Absatzes 1 stammt und nach dem 31.Juli 1936 außerehelich geboren wird.

Тим самим, були встановлені категорії «жидів» і «жидівських покручів», введено поняття «неарієць». Ця постанова замінила так званий «арійський параграф» (квітень 1933 р), що діяв раніше антиєврейського законодавства. Відповідно до цієї директиви, євреями вважалися тільки ті, хто мав щонайменше трьох єврейських дідусів-бабусь, тобто чистокровні та висококровні євреї. Напівкровні («половинники») вважалися євреями тільки коли сповідували юдаїзм або самі побралися з євреєм, тобто зробили свідомий крок у бік єврейського народу. Низькокровні ж («чвертинники») євреями не вважалися. Вони піддавалися обмеженням, але зберігали повноцінне громадянство.

## Тлумачення законів

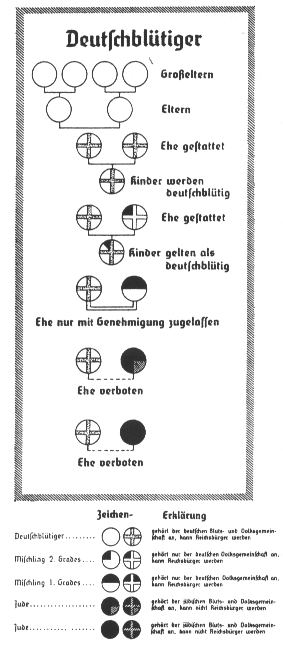
Схема, яка показує приналежність до «німецької крові» та заборонені шлюби відповідно до «Закону про захист крові та честі»

Дуже важливими були також коментарі та директиви до Нюрнберзьких законів, наприклад:
«ПЕРШЕ ПОЯСНЕННЯ ДО ЗАКОНУ ПРО ГРОМАДЯНСТВО РЕЙХУ ВІД 14 ЛИСТОПАДА 1935 РОКУ
4.1. Жид не може бути громадянином Рейху. Він не має права голосу в політичних питаннях, не може займати посад в державних установах.
4.2. Чиновники-жиди будуть звільнені до 31 грудня 1935 року.
5.1. Жидом вважається особа, серед предків якої в другому поколінні (бабки і діди) було щонайменше трьох осіб жидівської раси 

5.2. Покруч, який є державним підданим, також вважається жидом, якщо він походить від двох жидівських предків».
Автором різних тлумачень був Ганс Глобке.

### Значення і виконання
Нюрнберзькі закони послідовно здійснювали ізоляцію євреїв за расовою ознакою. Значною частиною німецького суспільства і самих євреїв спочатку Нюрнберзькі закони сприймалися як юридичне обґрунтування подальшого проживання євреїв в Німеччині. Однак подальші постанови (останнє від 1 липня 1943 року) закрили євреям доступ майже до всіх посад і професій, обмежили свободу їх пересування і ввели в їх посвідченні особи обов'язкову відмітку «жид». Тим самим, євреї були поставлені поза законом, відданих на свавілля поліції, що стало прелюдією до «остаточного вирішення».

### Жорсткість законів Ванзейської конференції
Згодом, правила щодо покручів (нім. Mischlinge) були посилені. У протоколі Ванзейської конференції записано:
«до цих покручів 1-го ступеня існує особливе ставлення з боку вищих інстанцій партії та держави. Кожен подібний випадок має перевірятися індивідуально, й рішення має бути максимально несприятливим для покруча. Попередньою умовою, що враховуються при отриманні ними особливого дозволу, будуть завжди заслуги самого покруча — не заслуга його батьків або дружини німецької крові».
У деяких випадках (як-от «неповноцінний зовнішній вигляд з расової точки зору») в євреї навіть зараховували покручів 2-го ступеня («чвертиники»). Але всі ці випадки вирішувалися індивідуально, а Нюрнберзькі закони змінені не були.